# 张作为
张作为（1931年—），中国侗族作家，1931年生于贵州天柱。先后就读于天柱初级中学、清华县中学、中国人民解放军军政大学，汉文化修养较高。曾在政协工作、任云南电视艺术家协会理事、《人民政协报》特约记者。著有长篇小说《卢汉起义》、长诗《半屏山怨歌》、《白杨树吟》，为电视剧《悠悠寸草心》编剧。
他的代表作是长篇小说《原林深处》，描写了西南边疆民族的斗争，塑造了白眉射达、繆娜、白虎、美索等人物。